# Synode van Campen
De Synode van Campen werd gehouden in 1383 te Kampen. Op deze synode werd onder leiding van Floris van Wevelinkhoven, de toenmalige bisschop, door het bisdom Utrecht een preekverbod voor leken afgekondigd. 
De reden dat dit werd afgekondigd was om de boeteprediker en kerkhervormer Geert Grote het zwijgen op te leggen. Grote predikte o.a. tegen de verwereldlijking van de kerk en tegen het concubinaat van de toenmalige priesters. Om niet specifiek Grote te noemen koos van Wevelinkhoven voor alle leken zonder partij te kiezen. Tegenstanders van Groote waren kloosterordes, kooplieden en de overige elite. kloosterordes zagen Grote's Moderne Devotie als concurrent voor de toenmalige congregaties zoals de Cisterciënzers of de Norbertijnen en als vervelend omdat hij de vinger op de zere plek legde.